# Objektsexualität
Als Objektsexualität (auch Objektophilie genannt) wird die sexuelle Anziehung von Menschen zu unbelebten Objekten bezeichnet. Der Begriff, eine Erfindung von Eija-Riitta Eklöf-Berliner-Mauer, wird als Eigenbezeichnung von „Objektsexuellen“ verwendet, die diese Anziehung nicht als Fetischismus, sondern als eigenständige sexuelle Orientierung ansehen. „Objektsexualität“ ist bislang kein etablierter Begriff in der psychologischen oder medizinischen Wissenschaft. Der ebenfalls in diesem Zusammenhang anzutreffende Begriff der „Objektophilie“ wird alternativ auch als Beschreibung einer pathologischen Sucht, bestimmte Dinge sammeln zu müssen, verwendet.
Objektophilie unterscheidet sich vom Fetischismus dadurch, dass das Objekt nicht nur als Stimulanz dient, sondern als eigenständiges, quasi-personelles Gegenüber wahrgenommen und als anziehend empfunden wird.
Als Objektsexuelle wurden bekannt:
- Eija-Riitta Eklöf-Berliner-Mauer
- Erika Eiffel

Eine spezielle Art der Objektsexualität ist die Dendrophilie, die sexuelle Neigung zu Bäumen.